# Bolestný Kristus z Chebu
Bolestný Kristus z Chebu je plně plastická socha Krista, která typově navazuje na Multscherovu sochu na západním portálu katedrály v Ulmu, ale pojetím roušky i jinými znaky odpovídá době vzniku na počátku 16. století. Je vystavena v expozici chebské gotiky Galerie výtvarného umění v Chebu.

## Popis a zařazení
Plně plastická dřevěná socha 104 × 41 × 13 cm, bez polychromie i původního křídového podkladu, inv. č. P16. Chybí špičky nohou a drobná poškození jsou také na bederní roušce. Restaurovali M. Černá (1972) a J. Živný (1986).
Kristus má na hlavě trnovou korunu a jeho nahé tělo je zahaleno pouze bederní rouškou. Věřícím ukazuje své rány – prsty pravé ruky rozevírá ránu v boku, levice ukazuje dlaň probodnutou hřebem. Tělo se štíhlým pasem, širokými boky a klenutým hrudníkem je stylizované, ale řezba rukou a nohou je anatomicky věrná, včetně modelace svalů a jejich úponů. Rouška je ovinutá kolem boků a svázaná nad pravou vykročenou nohou, s jedním cípem vlajícím na pravém boku a druhým protaženým mezi nohama a vlajícím za levou nohou. Obdélná hlava s dlouhými vlasy a nerozděleným vousem je běžného typu a vychází z grafických listů nebo dílenských vzorníků.
Zobrazení Bolestného Krista jako stojícího živého Spasitele s trnovou korunou a ranami po Ukřižování má původ v německém sochařství 14. století. Multscherův Kristus má stejně jako většina podobných soch z 15. století kromě bederní roušky i plášť. Některé sochy Bolestného Krista (Kristus Bolestný z Novoměstské radnice, 1440) zdviženýma rukama odkazují ke starším vyobrazením Krista jako Soudce světa. Sochy Bolestného Krista v zaalpském prostředí z druhé poloviny 16. a první čtvrtiny 15. století se liší v míře zvýraznění ran po bičování nebo polohou rukou. Chebská socha představuje zklidnění, ztlumení znaků utrpení a posun k reprezentativnímu eucharistickému obrazu. Gesty rukou, které je možno interpretovat jako výzvu k rozjímání nad jeho utrpením, se shoduje se sochou z konce 15. století z Germanisches Nationalmuseum Norimberk.
Ševčíková považuje sochu za pozdní práci z okruhu Mistra Oplakávání z Ostrohu, zatímco Vykoukal ji na základě rozdílů v řezbě řadí spíše do blízkosti jiného sochařského díla z chebského fondu – soše sv. Šebestiána z Muzea Cheb. Pro typ tváře ale nenalézá v chebské gotické plastice žádné paralely.

### Příbuzná díla
- Bolestný Kristus (1429), Hans Multscher, Katedrála v Ulmu
- Kristus Bolestný z Novoměstské radnice, 1440, Mistr Týnské Kalvárie, Muzeum hlavního města Prahy
- Bolestný Kristus (konec 15. stol.), Norimberk
- Bolestný Kristus z Českých Budějovic (kolem 1515), Podunajská dílna, AJG Hluboká nad Vltavou

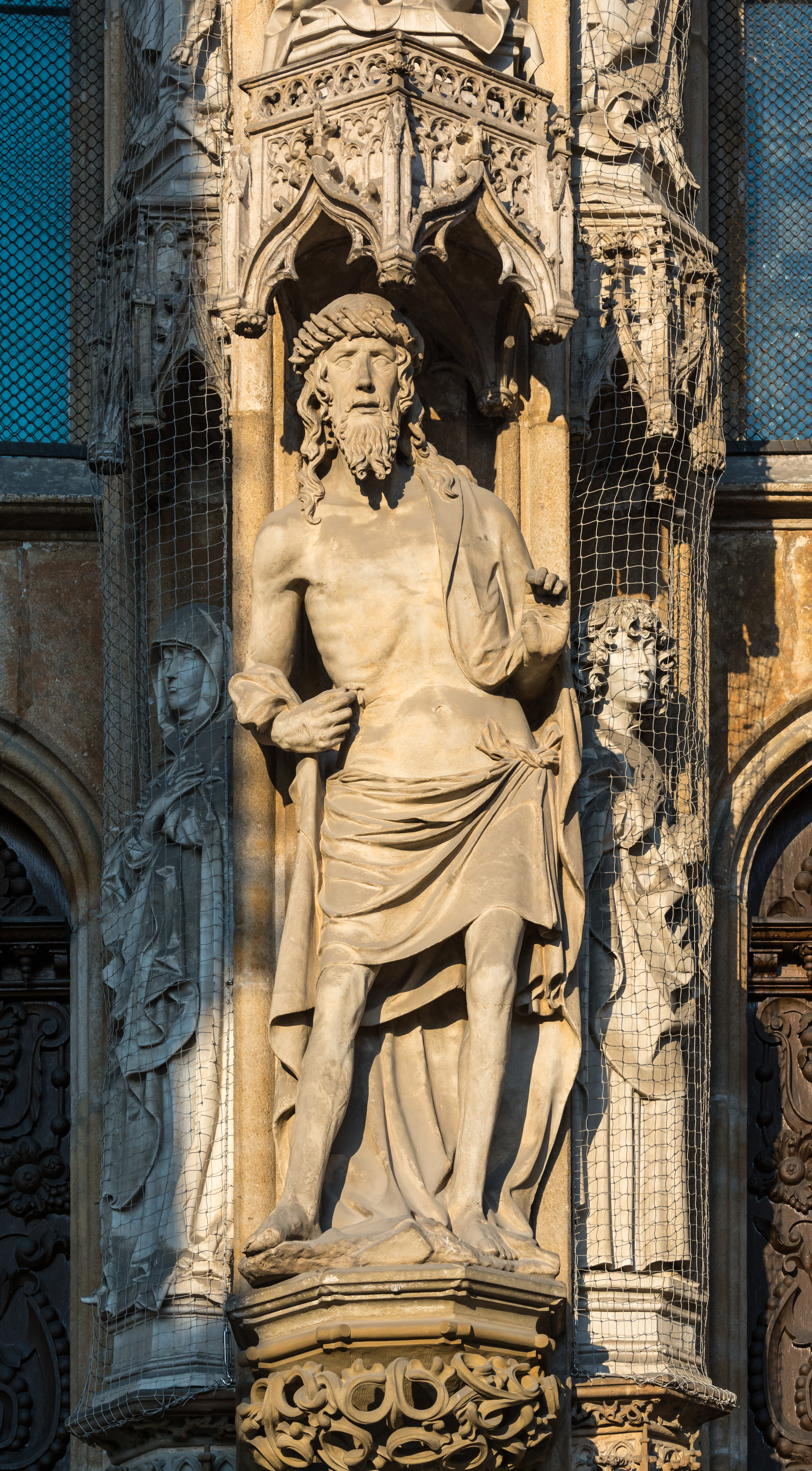
Bolestný Kristus, 1429, Ulm Münster Westportal
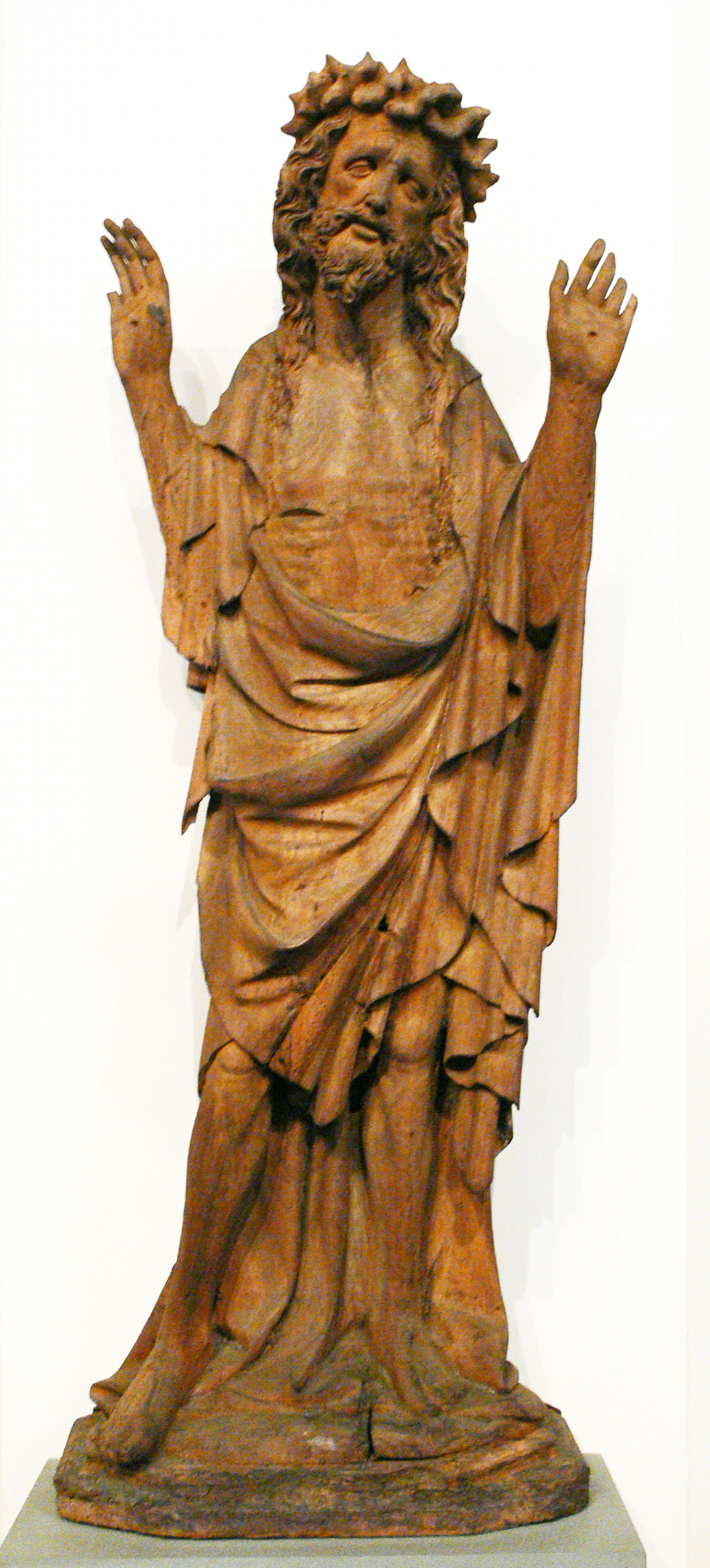
Bolestný Kristus, 1420, Bayerisches Nationalmuseum München
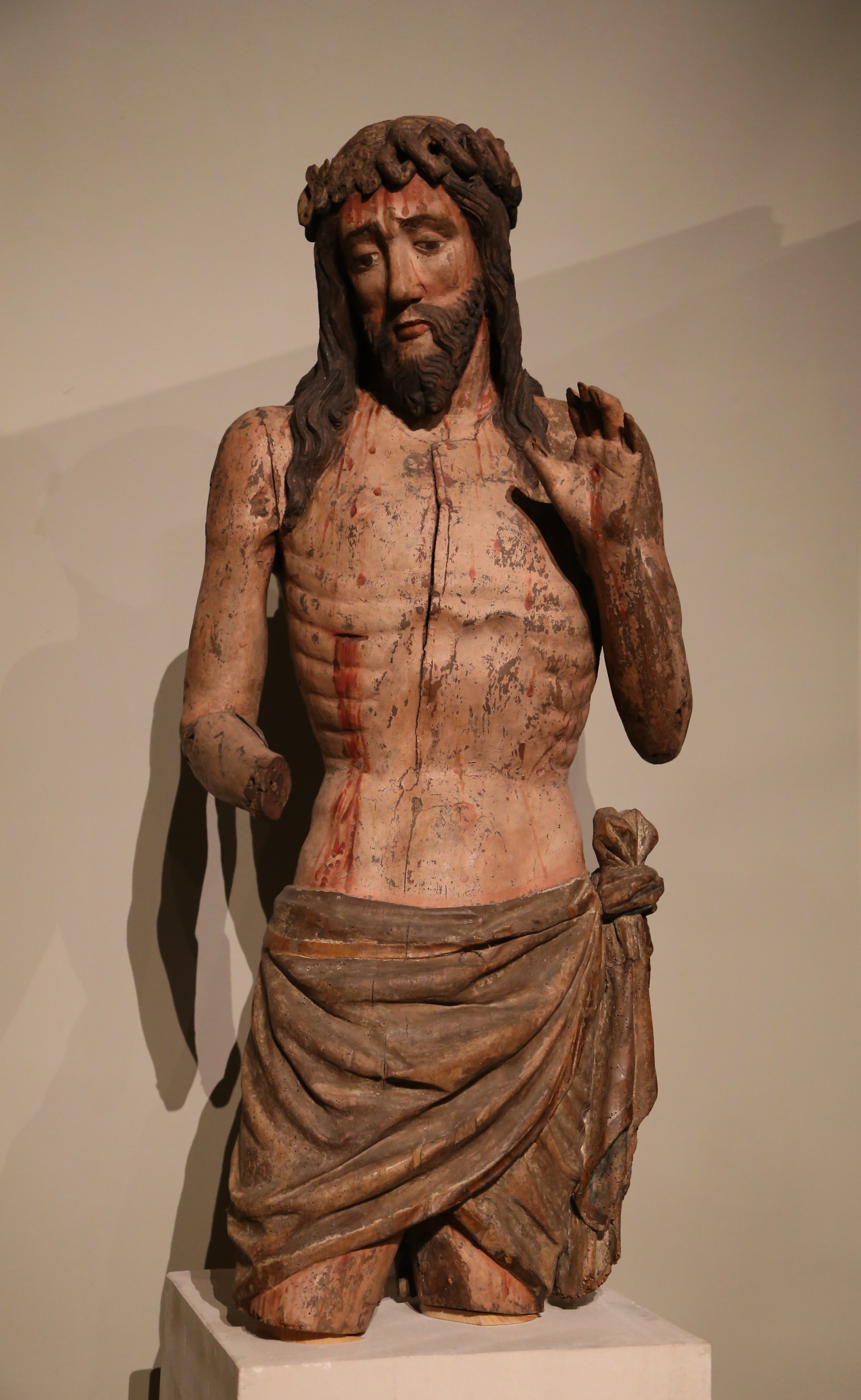
Bolestný Kristus, kolem r. 1430, Bayerisches Nationalmuseum München
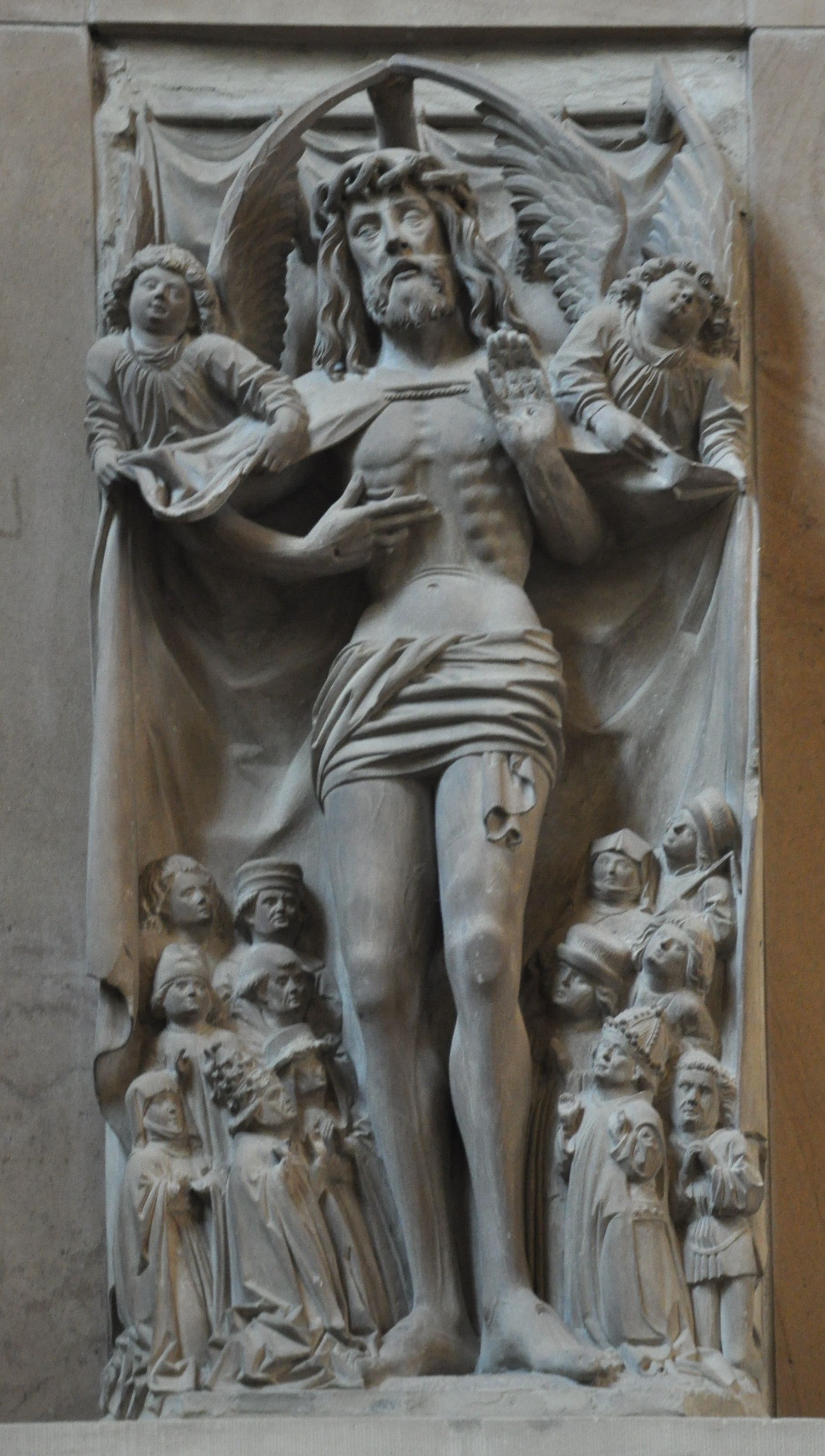
Bolestný Kristus, kolem r. 1500, Stuttgart Stiftskirche Taufkapelle (okruh Jörga Syrlina?)
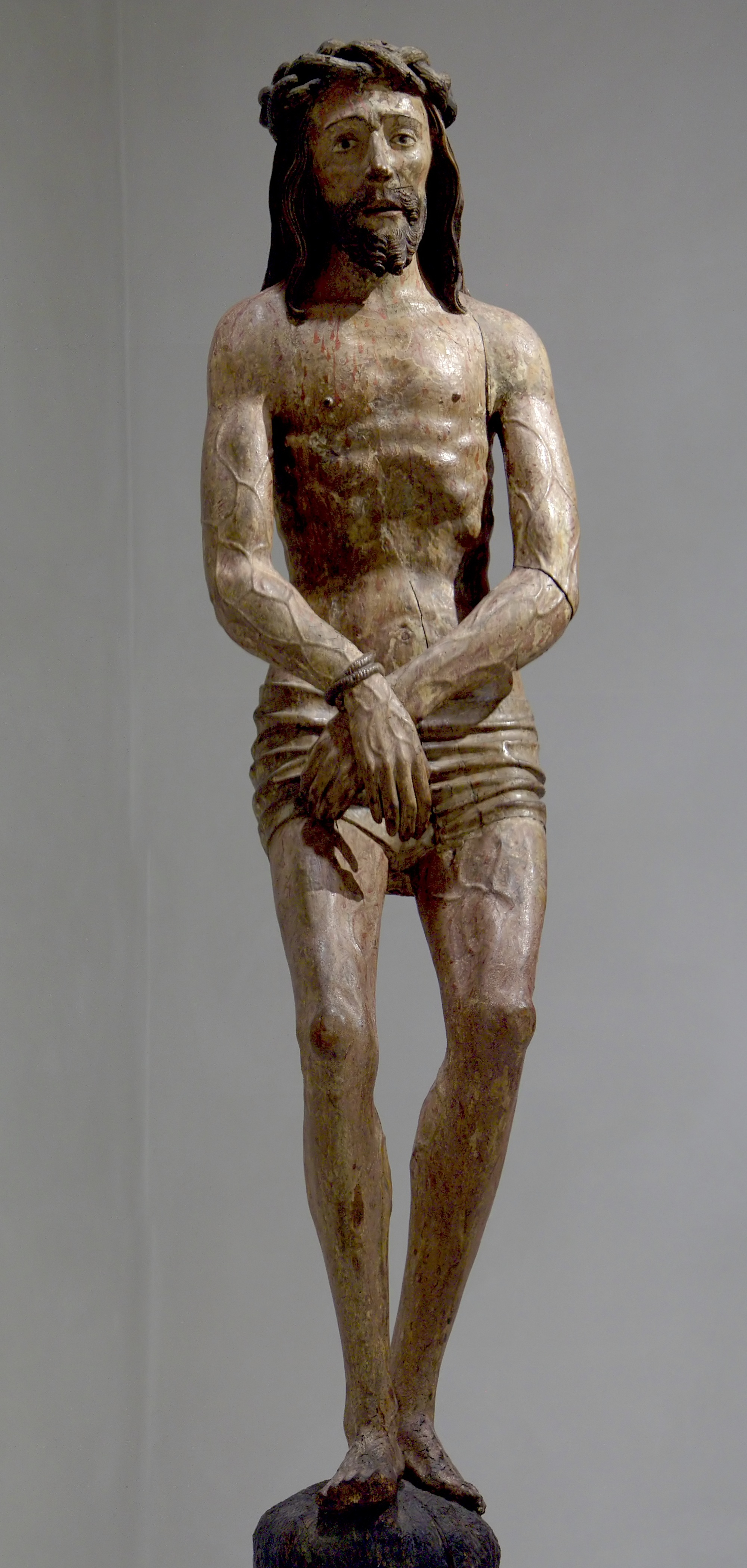
Bolestný Kristus, poč. 16. stol., Kolumba Köln